# دان نیوتون
دان نیوتون (انگلیسی: Don Newton; ۶ نوامبر ۱۹۳۴ – ۱۹ اوت ۱۹۸۴) کارتونیست اهل ایالات متحده آمریکا بود. او در طول دوران فعالیت حرفه‌ای خود برای تعدادی از ناشران کتاب کامیک از جمله دی‌سی کامیکس، چارلتون کامیکس و مارول کامیکس کار کرد.